# Solemya panamensis
Solemya panamensis – gatunek mięczaka z podgromady pierwoskrzelnych.
Muszla wielkości: długość 3,9 cm, szerokość 1,5 cm, średnica 0,8 cm, kształtu owalnego. Występuje na głębokości do 1650 metrów.
Są rozdzielnopłciowe, bez zaznaczonych różnic płciowych w budowie muszli. Odżywiają się planktonem oraz detrytusem.
Występuje w Ameryce Północnej i Ameryce Środkowej od Zatoki Kalifornijskiej po Panamę.